# Ebbe Schwartz
Ebbe Schwartz (Skagen, 3 marzo 1901 – Copenaghen, 19 ottobre 1964) è stato un dirigente sportivo danese, attivo nel mondo del calcio.
Dal 1950 fino all'anno della sua morte fu presidente della DBU, la federazione calcistica della Danimarca.

Il 15 giugno 1954, durante il Campionato mondiale di calcio 1954, venne decisa la formazione di un'associazione calcistica continentale europea. Il comitato esecutivo oltre che da Schwartz era formato da José Crahay, Henri Delaunay, Josef Gerö, George Graham e Gusztáv Sebes. Il 2 marzo 1955 le 29 federazioni europee aderenti all'UEFA approvarono lo statuto di quest'ultima e confermarono il danese Schwarz alla presidenza. Fu quindi il primo Presidente dell'UEFA dal 1954 al 1962.

Lasciò la carica alla presidenza dell'associazione per un ruolo nella FIFA, infatti dal 1962 al 1964 fu membro del comitato esecutivo e vicepresidente della Fédération Internationale de Football Association.